# Муравьёв, Степан Воинович
Степа́н Во́инович Муравьёв (1707/8 — 1768?) — капитан-лейтенант российского флота, участник Великой Северной экспедиции, один из исследователей юго-западной части Карского моря.

## Семья
С. В. Муравьёв родился в семье Воина Захарьевича Муравьева (1665—1710) и Марфы Васильевны Култашевой, у которых кроме него было ещё девять детей (восемь сыновей и одна дочь).
Степан Воинович Муравьёв — прадед Н. Н. Муравьёва-Амурского.

## Служба
В 1734 году лейтенант Степан Воинович Муравьёв был назначен начальником западного (обского) отряда Великой Северной экспедиции для съемки северного берега, простиравшегося от устья Печоры до устья Оби. Летом 1734 года под его командованием два коча «Экспедицион» и «Обь» вышли из устья реки Северная Двина. Судном «Обь» командовал его помощник — М. С. Павлов. Пройдя через Белое и Баренцево моря, они вышли через пролив Югорский Шар в Карское море к островам у западного берега полуострова Ямал — островам Шарановым Кошкам. Вдоль берега Ямала С. В. Муравьёв и его команда пытались обогнуть этот остров с севера, но смогли достичь только 72°04' с. ш. Членам экспедиции удалось произвести съёмку обоих берегов Югорского Шара, частей Байдарацкой губы Карского моря и западного побережья полуострова Ямал.
На основе жалоб местных жителей и подчинённых вместо Степана Воиновича Муравьёва командиром экспедиции стал Степан Гаврилович Малыгин. В 1737 году С. В. Муравьёв был разжалован в матросы. В 1740 году звание ему было возвращено, и он вышел в отставку в чине капитан-лейтенанта. Выйдя в отставку, он поселился в родовом имении Малые Теребони, где вместе с женой Акулиной Федоровной Нелединской провёл последние годы жизни.
По свидетельству внука Степана Воиновича, Николая Назарьевича Муравьева, он похоронен «около церкви Сабельского погоста».